# Menkare
Menkare là một pharaon của Ai Cập cổ đại, ông là vị vua đầu tiên hoặc thứ hai của vương triều thứ tám. Menkare có thể đã cai trị một thời gian ngắn trong giai đoạn chuyển tiếp giữa thời kỳ Cổ Vương quốc và thời kỳ Chuyển tiếp thứ nhất vào đầu thế kỷ 22 trước Công nguyên . Vì là một pharaon của vương triều thứ 7 và thứ 8, trung tâm quyền lực của Menkare nằm tại Memphis.

### Nguồn sau này

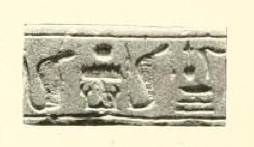
COn dấu hình trụ nhắc đến Menkare hoặc Menkaure của Vương triều thứ Tư.

## Chứng thực